# Philippe Gimbert
Philippe Gimbert (Firminy, 20 marzo 1966) è un ex rugbista a 15 e allenatore di rugby a 15 francese, già pilone di Bordeaux e Stade français.

## Biografia
Gimbert si formò rugbisticamente tra il 1978 e il 1988 dapprima a Lione e poi a Clermont-Ferrand e debuttò in campionato con il Biarritz, per poi trasferirsi a Bordeaux, città dove vinse il suo primo titolo nel 1991.
Il 1991 fu anche l'anno della sua prima convocazione in Nazionale, in Coppa FIRA contro la Romania, cui ne seguì un'altra poco dopo contro gli Stati Uniti; convocato per la Coppa del Mondo di rugby 1991 in Inghilterra fece parte della rosa senza tuttavia esser mai utilizzato; gli altri due incontri disputati con la maglia della Francia furono nel Cinque Nazioni 1992 contro Inghilterra e Galles.
Dopo l'esperienza di Biarritz passò al Bordeaux-Bèagles, poi divenne professionista nel 1996 con il Dax e nel 1997 fu ingaggiato dallo Stade français con il quale vinse il suo secondo titolo nazionale nel 1998; fu poi ingaggiato dal Bordeaux, dove smise la carriera agonistica nel 2001; divenuto allenatore del Bègles, fu licenziato nel 2003 dopo la retrocessione in Pro D2 a seguito di una crisi finanziaria del club.
Fuori dall'attività sportiva gestisce un bar-ristorante a Bègles.

## Palmarès
- Campionati francesi: 2
Bordeaux-Bègles: 1990-91
Stade français: 1997-98